# Ischnothyreus velox
Ischnothyreus velox (Jackson, 1908) è un ragno appartenente alla famiglia Oonopidae.

## Distribuzione
La specie è diffusa nella fascia intertropicale, gli esemplari rinvenuti in Europa vi sono stati introdotti.

## Tassonomia
Al 2013 non sono note sottospecie e dal 2012 non sono stati esaminati nuovi esemplari.